# Frederick Loewe
Frederick Loewe (született Friedrich „Fritz” Löwe; Charlottenburg (Berlin), 1901. június 10. – Palm Springs (Kalifornia), 1988. február 14.) osztrák–német származású Oscar-díjas amerikai zeneszerző.

## Élete
Frederick Loewe a bécsi házaspár, Edmund Loewe és Rosa Stagl fia volt. Gyermek- és ifjúkorát édesanyjával Berlinben töltötte, édesapja, Edmund Loewe énekesként és színészként (operettbuffo) járta be a világot. 1924-ben Fritz követte őt New Yorkba. Ott kisebb munkákkal (többek között bokszolóként) és bárzongoristaként tartotta fenn magát nightklubokban, sörözőkben és bárokban (akkor az Egyesült Államokban szesztilalom volt érvényben). Az 1930-as évek közepén találkozott Earle Crooker íróval, akivel megírta első musicaljeit.
1942-ben Alan Jay Lerner szövegíróval kezdett dolgozni a Salute to Spring új verzióján (Life of the Party). A Brigadoon az első közös sikerük lett, ők pedig az amerikai színháztörténet egyik legsikeresebb szerzőpárosa. A George Bernard Shaw Pygmalion című darabja alapján készült My Fair Lady az egyik legsikeresebb musical lett, és a világ számos színháza repertoárjának része. A musicalek filmadaptációi is biztosították nagy népszerűségüket. Lerner és Loewe Oscar-díjat kapott a Gigi filmváltozatának címadó daláért. A Lionel Barttal együttműködésben készült Timeless Favorites album aranylemezt kapott az Egyesült Királyságban. 
A Camelot című 1958-ban megírt musical után Loewe – az abban az évben elszenvedett szívinfarktus miatt – nyugalomba vonult, mígnem az 1970-es évek elején ismét együtt dolgozott Lernerrel.
1995-ben róla nevezték el a Frederick-Loewe-Weget Bécs-Donaustadtban (22. kerület).

## Művei

### Musicalek
- 1937: Tavasz üdvözlete (Crookerrel)
- 1938: Great Lady (Crookerrel)
- 1942: A párt élete (a Tavasz üdvözletének átdolgozása)
- 1943: Mi újság?
- 1945: A tavasz előtti nap
- 1947: Brigád
- 1951: Paint Your Wagon
- 1956: My Fair Lady
- 1960: Camelot
- 1973: Gigi

## Filmadaptációk
- 1954: Brigadoon – rendezte Vincente Minnelli (főszereplők: Gene Kelly és Cyd Charisse)
- 1958: Gigi – rendezte Vincente Minnelli (főszereplők: Leslie Caron, Maurice Chevalier és Louis Jourdan )
- 1964: My Fair Lady – rendezte George Cukor (főszereplők: Audrey Hepburn és Rex Harrison)
- 1966: Brigadoon – rendezte Fielder Cook (tévéváltozat Peter Falkkal)
- 1967: Camelot – Arthur király udvarában – rendezte Joshua Logan ( Richard Harrisszel, Vanessa Redgrave-vel és David Hemmingsszel)
- 1969: Nyugat felé fúj a szél (Paint Your Wagon) – rendezte Joshua Logan (Lee Marvinnal, Clint Eastwooddal és Jean Seberggel)
- 1974: A kis herceg – rendezte Stanley Donen

## Díjai
Musicalekért:
- 1957: Tony-díj a legjobb musicalnek a My Fair Lady című filmért
- 1957: Tony-díj a legjobb zenének (partitúra) a My Fair Lady című filmnek
- 1974: Tony-díj a legjobb zenének (partitúra) Giginek

Filmekért:
- 1959: Oscar-díj a legjobb eredeti dalnak a Gigiért (Alan Jay Lernerrel )
- 1968: Golden Globe-díj a legjobb eredeti filmzenének (pontszám/partitúra) a Camelotért
- 1975: Golden Globe a legjobb filmzenéért (pontszám/partitúra) A kis hercegért
- 1975: Oscar-jelölés a legjobb A kis herceg zenéjéért
- 1975: Oscar-jelölés a legjobb dal kategóriában A kis hercegért

## Fordítás
- Ez a szócikk részben vagy egészben  a   Frederick Loewe című német Wikipédia-szócikk ezen változatának fordításán alapul.  Az eredeti cikk szerkesztőit annak laptörténete sorolja fel. Ez a jelzés csupán a megfogalmazás eredetét és a szerzői jogokat jelzi, nem szolgál a cikkben szereplő információk forrásmegjelöléseként.